# マチルダ・ヘッジホッグ
マチルダ・ヘッジホッグ（英:Matilda Hedgehog）はオーストラリア陸軍が第二次世界大戦中に開発した戦車。マチルダII歩兵戦車に対潜兵装として有名なヘッジホッグを搭載したものである。6両が製作された。

## 概要

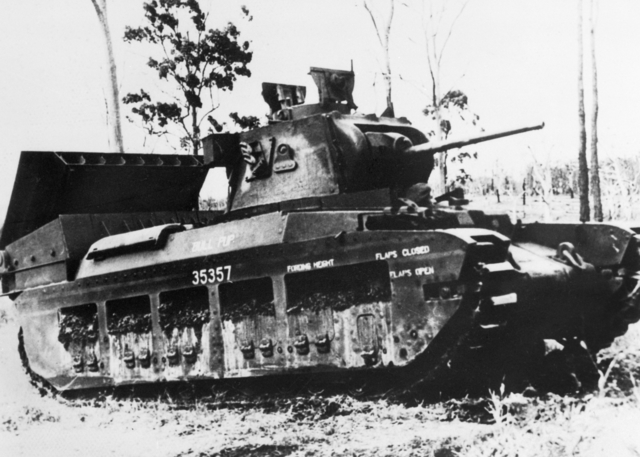
マチルダ・ヘッジホッグ

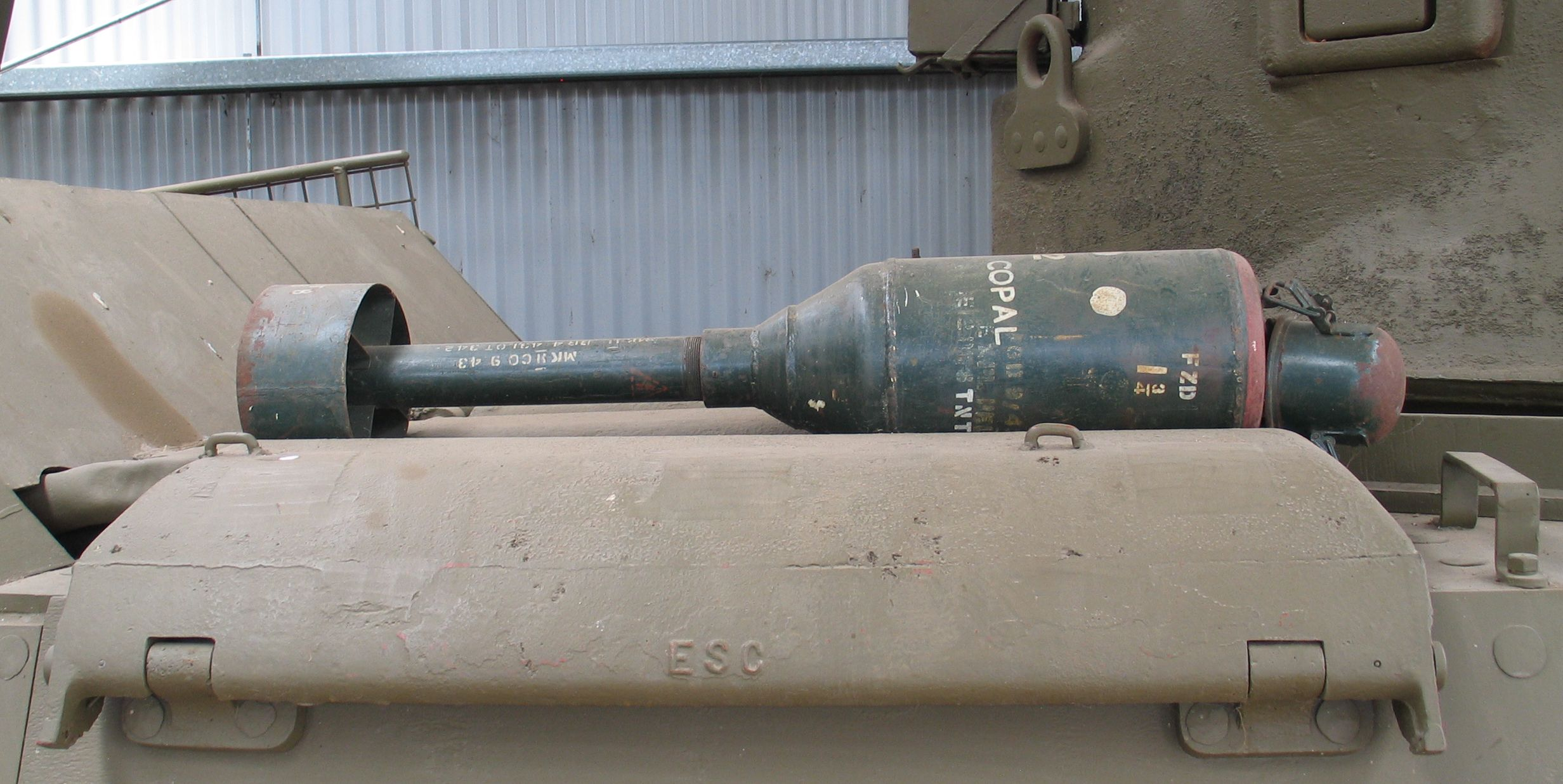
ヘッジホッグ

オーストラリア陸軍は太平洋戦争に参加した際、日本軍の効果的な防御陣地を前に、防御陣地を破壊できる攻撃兵器の必要性を認識しており、また、試験の結果として52口径2ポンド戦車砲等では陣地攻撃には不満があることが判明していた。さらにオーストラリア陸軍は当時、大口径自走榴弾砲を保有しておらず、牽引式の火砲では太平洋戦線において、運用に問題があるとされていた。そこで敵の塹壕や掩体壕などの敵陣地への攻撃のためマチルダII歩兵戦車の車体後部に、対潜迫撃砲として開発・運用されたヘッジホッグの7連装発射器を搭載した本車が開発されたのである。ヘッジホッグの射程は約400m、弾の重さは30kgで爆薬は14㎏とされる。初期試験は1944年8月に行われ、1945年5月の運用試験ではきわめて有用な兵器と判断された。各種試験の中で、ヘッジホッグ7発を使用した場合、123×25mのジャングルの木の葉を取り除くことが出来るということが判明した（通常、同軸機関銃を使用して葉を取り除いていたが弾薬の消費が激しかった。）他、対人地雷の除去にも有効だった（ただし、対戦車地雷の除去には問題があるとされた）。このように、試験結果はかなり良好であったものの、本格的に使用される前に大戦が終結した。一部の資料では野戦試験のためブーゲンビル島に6両が送られたともされるが、はっきりしない。結果的に6両が製造され、内1両（35357号車）がオーストラリア陸軍戦車博物館で保管されている。

## 登場作品

### ゲーム
『War Thunder』